# Travis Gerrits
Travis Gerrits (Milton, 19 ottobre 1991) è uno sciatore freestyle canadese, specialista dei salti.

## Biografia
In Coppa del Mondo ha esordito il 27 gennaio 2008 a Mont Gabriel (22º), ha ottenuto il primo podio il 12 gennaio 2013 a Val Saint-Côme (2º) e la prima vittoria il 22 dicembre 2013 a Pechino.
In carriera ha partecipato a un'edizione dei Giochi olimpici invernali, Soči 2014 (7º nei salti), a tre dei Campionati mondiali, vincendo la medaglia d'argento nei salti a Voss-Myrkdalen 2013.

## Palmarès

### Mondiali
- 1 medaglia:
  - 1 argento (salti a Voss-Myrkdalen 2013)

### Coppa del Mondo
- Miglior piazzamento in classifica generale: 13º nel 2014.
- 3 podi:
  - 1 vittoria
  - 2 terzi posti

#### Coppa del Mondo - vittorie
| Data             | Luogo   | Paese | Disciplina |
| ---------------- | ------- | ----- | ---------- |
| 22 dicembre 2013 | Pechino | Cina  | AE         |

Legenda:

AE = salti